# Tomnatec, Alba
Tomnatec este un sat în comuna Bistra din județul Alba, Transilvania, România. Satul, situat la o altitudine de 1010 m este unul dintre cele mai înalte din țară. La recensământul din 2002, satul avea o populație de 17 locuitori.